# Cuccioli della giungla
Cuccioli della giungla (Jungle Cubs) è una serie animata prodotta dalla Walt Disney Television Animation e trasmessa in molti paesi del mondo dal canale Disney Channel (anche Toon Disney). La serie è ispirata ai personaggi del film d'animazione Il libro della giungla (1967) e narra le vicende d'infanzia degli animali della giungla prima dell'arrivo del "cucciolo d'uomo" Mowgli.

## Doppiaggio
| Personaggio | Doppiatore originale                              | Doppiatore italiano |
| ----------- | ------------------------------------------------- | ------------------- |
| Baloo       | Pamela Adlon                                      | Giovanna Martinuzzi |
| Bagheera    | Elizabeth Daily (st. 1) Dee Bradley Baker (st. 2) | Alessia Amendola    |
| Luigi       | Jason Marsden (st. 1) Cree Summer (st. 2)         | Tiziana Avarista    |
| Shere Khan  | Jason Marsden                                     | Paola Majano        |
| Kaa         | Jim Cummings                                      | Marco Mete          |
| Hathi       | Rob Paulsen (st. 1) Stephen Furst (st. 2)         | Gemma Donati        |
| Cecil       | Michael McKean                                    | Mino Caprio         |
| Arthur      | David L. Lander                                   | Stefano Mondini     |

L'edizione italiana della serie animata venne curata dalla Royfilm con la collaborazione della Disney Character Voices International, mentre il doppiaggio italiano è stato effettuato dalla CDC Sefit Group presso la Fono Roma e diretto da Sandro Acerbo e Vittorio De Angelis su dialoghi di Andrea De Leonardis, Vanessa Graziani e Lino Pannofino.

## Trama
Molti anni prima che Mowgli venisse cresciuto dai lupi: Baloo, Bagheera, Luigi, Kaa, Hathi e Shere Khan erano un gruppo di cuccioli molto amici che trascorreva le giornate vivendo tra le rovine del tempio vivendo incredibili avventure in giro per la giungla. Baloo era un orsetto sempre affamato, Bagheera un'amante della conoscenza e un esperto di storie legate agli uomini, Luigi un vero burlone sempre pronto a fare scherzi, Kaa stava ancora imparando a usare i suoi poteri ipnotici con scarsi risultati, Hathi desiderava diventare un elefante militare mentre Shere Khan, che tutti chiamavano amichevolmente "Kenny", nonostante fosse un buon amico tendeva a ritenersi superiore a tutti solo perché era una tigre.

## Episodi

### Stagione 1
1. "Il coraggio di Shere Khan"
2. "Fino all'ultimo ruggito / Gli umani possono essere pazzi"
3. "Colpo di fulmine / Il bufalo ferito"
4. "Una strana amicizia / Lo stretto indispensabile"
5. "Babbuini si nasce"
6. "Tutti per uno!"
7. "Il grande Kaadini"
8. "Un nuovo amico / Le follie di Shere Khan"
9. "Ricchi si, ma di guai"
10. "Benny & Clyde / Cervelli piumati"
11. "Splendore nel fango"
12. "La vendetta / Arriva la siccità"
13. "L'arrivo dei lupi"

### Stagione 2
1. "La scimmia che diventerà re"
2. "Gioco di squadra / Il migliore amico di Hathi"
3. "La maledizione del grande cocomero / Il ritorno di Hathi"
4. "Il compleanno di Kaa / Le 5 Banane"
5. "Il concerto / L'elefante che non sa dire di no"
6. "Aspettando Baloo / La convenienza"
7. "Due malati immaginari / La colonia della vergogna"
8. "Una tigre gentile / Senza sosta nella giungla"

## Edizioni home video
In America del Nord furono distribuite due VHS contenenti ognuna tre episodi o segmenti:
| Titolo VHS         | Episodi contenuti                                                            | Data di uscita |
| ------------------ | ---------------------------------------------------------------------------- | -------------- |
| Cub House Fun      | "Colpo di fulmine" "Il coraggio di Shere Khan" "Mondo Mungo"                 | 12 giugno 1996 |
| Crazy Congo Capers | "Il grande Kaadini" "Fino all'ultimo ruggito" "Chi vuol essere un babbuino?" | 13 aprile 1997 |

A livello internazionale furono invece pubblicate tre VHS, sempre contenenti tre episodi o segmenti ciascuna ma della durata totale di un'ora. Esse includono infatti delle nuove sequenze di raccordo in cui Mowgli interagisce con i personaggi da adulti, mentre ricordano eventi della loro infanzia attraverso gli episodi della serie. Le versioni italiane delle VHS sono le seguenti:
| Titolo VHS             | Episodi contenuti                                                      | Data di uscita |
| ---------------------- | ---------------------------------------------------------------------- | -------------- |
| Nati per essere liberi | "Il coraggio di Shere Khan" "Fino all'ultimo ruggito" "Tutti per uno!" | Agosto 1997    |
| Giorni da ricordare    | "Babbuini si nasce" "Colpo di fulmine" "Ricchi sì, ma di guai..."      | Febbraio 1998  |
| Affari di famiglia     | "Benny & Clyde" "Il grande Kaadini" "L'arrivo dei lupi"                | Maggio 1998    |

Il 12 settembre 2003 le stesse raccolte furono pubblicate in DVD-Video in Oceania.